# Kasimoviano
| Permiano                                                                                              | Cisuraliano    | Asseliano     | Più recente   |
| Carbonifero                                                                                           | Pennsylvaniano | Gzheliano     | 303,7 ± 0,1   |
| Carbonifero                                                                                           | Pennsylvaniano | Kasimoviano   | 307,0 ± 0,1   |
| Carbonifero                                                                                           | Pennsylvaniano | Moscoviano    | 315,2 ± 0,2   |
| Carbonifero                                                                                           | Pennsylvaniano | Bashkiriano   | 323,4 ± 0,4   |
| Carbonifero                                                                                           | Mississippiano | Serpukhoviano | 330,4 ± 0,4   |
| Carbonifero                                                                                           | Mississippiano | Viséano       | 346,7 ± 0,4   |
| Carbonifero                                                                                           | Mississippiano | Tournaisiano  | 358,86 ± 0,19 |
| Devoniano                                                                                             | Superiore      | Famenniano    | Più antico    |
| Suddivisione del sistema del Carbonifero secondo la Commissione internazionale di stratigrafia (ICS). |                |               |               |

Nella scala dei tempi geologici il Kasimoviano  è il terzo dei quattro piani o stadi stratigrafici in cui viene suddiviso il Pennsylvaniano, che a sua volta è il secondo dei due sotto-periodi che compongono il periodo Carbonifero. 
Il Kasimoviano è compreso tra 307,2 ± 1,0 e 303,4 ± 0,9  milioni di anni fa (Ma). È preceduto dal Moscoviano e seguito dallo Gzheliano.

## Etimologia
Il Kasimoviano deriva il suo nome da quello della città di Kasimov, in Russia.
Nel 1926 lo studioso russo Boris Dan'shin (1891-1941) propose di separare questo stadio dal Moscoviano, attribuendogli il nome di Teguliferina horizon. In un libro pubblicato postumo nel 1947, lo stesso Dan'shin ne aveva cambiato il nome in Kasimov horizon. La denominazione di stadio Kasimoviano fu poi introdotta nel 1949 da Georgiĭ Ivanovich Teodorovich.

## Definizioni stratigrafiche e GSSP
La base del Kasimoviano è fissata alla base della biozona a fusulinidae delle specie Obsoletes obsoletes e Protriticites pseudomontiparus o alla prima comparsa negli orizzonti stratigrafici del genere ammonitico Eothalassioceras.
Il limite superiore è in prossimità della prima comparsa dei fusulinidae dei generi Daixina, Jigulites e Rugosofusulina, o alla prima comparsa dei conodonti della specie Streptognathodus zethus.            

### GSSP
Il GSSP, il profilo stratigrafico di riferimento della Commissione Internazionale di Stratigrafia, non è ancora stato assegnato al 2010.

Ci sono tre sezioni candidate, nei monti Urali, a Nashui (nel sud della Cina) e nel sud-ovest degli Stati Uniti.

## Suddivisioni
Il Kasimoviano contiene tre biozone a conodonti:
- Zona dell'Idiognathodus toretzianus
- Zona dell'Idiognathodus sagittatus
- Zona dello Streptognathodus excelsus e Streptognathodus makhlinae